# الغول (السوادية)

تعديل مصدري - تعديل

الغول هي إحدى قرى عزلة الحراتيك بمديرية السوادية التابعة لمحافظة البيضاء، بلغ تعداد سكانها 116 نسمة حسب تعداد اليمن لعام 2004.